# Пиккуус, Ааво Николаевич
Ааво Пиккуус (эст. Aavo Pikkuus; род. 23 ноября 1954 года, Капера, волость Вастселийна, Вырумаа, Эстонская ССР) — советский и эстонский велогонщик и автогонщик, заслуженный мастер спорта СССР (1975), олимпийский чемпион (1976).

## Карьера

### В велоспорте
Выступал за «Динамо» (Тарту).
Чемпион Олимпийских игр 1976 в командной шоссейной гонке на 100 км.
Чемпион мира 1977, серебряный призёр ЧМ-1975 и ЧМ-1978.
Победитель Велогонки Мира в личном (1977) и командном (1975, 1977—1979) зачёте.
Чемпион СССР 1973 в многодневной гонке в командном зачёте, 1975 — в личном и командном зачёте. Чемпион СССР 1976 и 1977 в критериуме и командной гонке на 100 км. Чемпион СССР 1978 в командной гонке парами на 50 км и командной гонке на 100 км.

### В автоспорте
В 1981-1996 годах профессионально занимался автогонками. Участвовал в раллийных соревнованиях в качестве пилота. Трижды стартовал на этапах чемпионата Европы по ралли, лучшим достижением стало шестое место на Volta Galp a Portugal 1989. Шесть раз выходил на старт этапов Кубка Дружбы социалистических стран по ралли, лучший результат — шестое место на «Ралли Союз 1986». Неоднократно становился победителем раллийных гонок в Эстонии. А наиболее значимая победа была достигнута в международном ралли «Русская зима» 1993 года.